# Poble d'Oc
Poble d'Oc (en occitan, dans la graphie originale ; Pòble d'Òc en graphie classique normalisée) était un mouvement politique occitan qui a été créé en 1971 et dont les activités ont cessé en 1983. Il se définissait comme héritier des expériences fédéralistes et autogestionnaires de la Commune de Paris de 1871 et du Gouvernement républicain de la Généralité de Catalogne de 1936. Il a soutenu les Républicains irlandais et la résistance du peuple palestinien, mais son idéologie est restée hétérogène. À la différence d'autres organisations occitanes, il a refusé d'apporter son soutien à François Mitterrand pour l'élection présidentielle française de 1974 et a participé aux manifestations du Larzac de 1974 à 1977.

## Historique
Pòble d'Oc a été créé en 1972 à Montpellier par Jean-Louis Lin (suivi en 1972 par la publication de sa revue du même nom), en lien avec Richard Roudier, fondateur de la Ligue du Midi, et d'autres comme une évolution du groupe Jeune Languedoc, qui comprenait  d'anciens membres de l'extrême-droite  et d'autres qui n'en étaient pas issus.
Poble d'Oc s'est rapidement référé à l'autogestion et au socialisme ce qui n'a pas empêché de violentes critiques de la part de Lucha Occitana (Lutte Occitane) et de certains groupes d'extrême gauche.
Entre 1974 et 1975 Poble d'Oc a rédigé un ouvrage collectif "schéma pour une révolution occitane" qui affirme ses conceptions fédéralistes et libertaires.
Poble d'Oc a organisé son premier congrès en mai 1976, à partir de là il a progressé durant deux ans. Pòble d'Oc a rapidement intégré Poble d'Auvernha, regroupant des militants d'Aquitaine et de Provence, et a maintenu des contacts avec des nationalistes corses et des résistants palestiniens.
En 1974, des militants de Poble d'Oc sont présents lors de l'expulsion de François Mitterrand, alors en visite de soutien au Larzac contre l'extension d'un camp militaire sur le causse du Larzac. Poble d'oc a développé des prises de position sociales (contre l'apprentissage, contre La littorale, contre le tout-touristique) et écologiques (notamment contre le nucléaire).
Le 3 janvier 1977, Mahmoud Ould Salah, Palestinien fondateur de la Librairie arabe de Paris, représentant de l'OLP, est assassiné.
En 1978, Jean-Louis Lin est trouvé noyé dans la Seine à Courbevoie.
Le groupe est alors dirigé par Jean-Pierre Richaudeau, qui avait incorporé Pòble d'Oc en 1973. Le mouvement commence alors une lente régression jusqu'en 1983 où ses activités se sont complètement arrêtées.
Le positionnement fédéraliste et libertaire de Poble d'Oc s'est affirmé dans Schéma pour une Révolution occitane résultat d'un travail collectif de douze mois (1974-1975). Les attaques répétées de Lutte Occitane ont eu un rôle accessoire dans cette évolution. Cette évolution a entraîné le départ de Richard Roudier fin 1976.
Un dossier sur la vie de Poble d'oc a été publié en 1985 pour clore sa parution.